# Singleyrac
Singleyrac là một xã, nằm ở tỉnh Dordogne vùng Aquitaine của Pháp. Xã này có diện tích 7,09 km², dân số năm 2005 là 290 người. Xã nằm ở khu vực có độ cao trung bình 140 m trên mực nước biển.

## Thông tin nhân khẩu
| Năm    | 1962 | 1968 | 1975 | 1982 | 1990 | 1999 | 2005 |
| ------ | ---- | ---- | ---- | ---- | ---- | ---- | ---- |
| Dân số | 168  | 129  | 115  | 127  | 164  | 234  | 290  |